# Rubin (Familienname)
Rubin ist der Familienname folgender Personen:

## Namensträger

### A
- Adolf Rubin (1890–1977), deutscher Ingenieur, Seilbahnpionier und Erfinder
- Ahtyba Rubin (* 1986), US-amerikanischer Footballspieler
- Alan Rubin (1943–2011), US-amerikanischer Trompeter
- Andrew Rubin (1946–2015), US-amerikanischer Schauspieler
- Andy Rubin (* 1963), US-amerikanischer Softwareentwickler
- Arnold Rubin (1937–1988), US-amerikanischer Professor für Kunstgeschichte und Tattoo-Forscher
- Aron Iljitsch Rubin (1888–1961), sowjetischer Philosoph, Literaturkritiker und Übersetzer

### B
- Barbara Rubin (1945–1980), US-amerikanische Experimentalfilmerin
- Barry M. Rubin (1950–2014), israelischer Publizist
- Ben-Zion Rubin (* 1939), israelischer Politiker
- Bernard Rubin (1896–1936), britischer Automobilrennfahrer
- Berthold Rubin (1911–1990), deutscher Althistoriker und Byzantinist
- Bruce Joel Rubin (* 1943), US-amerikanischer Drehbuchautor, Filmproduzent und Filmregisseur

### C
- Carol Rubin (1945–2001), US-amerikanische Filmproduzentin
- Chanda Rubin (* 1976), US-amerikanische Tennisspielerin

### D
- Daniel Rubin (* 1985), Schweizer Eishockeyspieler
- Danny Rubin (* 1957), US-amerikanischer Drehbuchautor und Dramatiker
- Daphne Rubin-Vega (* 1969), panamaisch-amerikanische Schauspielerin
- Dave Rubin (* 1976), US-amerikanischer politischer Kommentator, YouTuber, Podcaster, Autor und Moderator
- Diana Rubin (* 1974), deutsche Ernährungsmedizinerin
- Donald Rubin (* 1943), US-amerikanischer Statistiker

### E
- Edgar Rubin (1886–1951), dänischer Psychologe („Rubin-Vase“)
- Eduard Rubin (1846–1920), Schweizer Maschineningenieur, Oberst und Direktor der eidg. Munitionsfabrik Thun
- Ella Rubin (* 2001), US-amerikanische Schauspielerin
- Eva Rubin (* 1945), österreichische Architektin
- Eva Johanna Rubin (1925–2001), deutsche Malerin und Grafikerin

### F
- Franziska Rubin (* 1968), deutsche Fernsehmoderatorin und Schauspielerin

### G
- Gayle Rubin (* 1949), US-amerikanische Feministin
- Genia Rubin (1906–2001), russischer Mode- und Porträtfotograf und Maler
- Gerald M. Rubin (* 1950), US-amerikanischer Molekularbiologe und Genetiker

### H
- Hadassah Rubin (1912–2003), polnisch-israelische Schriftstellerin des Jiddischen
- Hans Wolfgang Rubin (1912–1986), deutscher Politiker und Unternehmer
- Harriet Rubin (* 1952), US-amerikanische Schriftstellerin
- Harry Rubin (1926–2020), US-amerikanischer Zellbiologe und Virologe
- Helmut Rubin (* 1939), deutscher Bauingenieur und österreichischer Hochschullehrer
- Henry-Alex Rubin (* 1976), US-amerikanischer Filmregisseur und Filmproduzent
- Herman Rubin (1926–2018), US-amerikanischer Mathematiker und Statistiker

### I
- Isaak Iljitsch Rubin (1886–1937), russisch-sowjetischer Ökonom

### J
- Jay Rubin (* 1941), US-amerikanischer Japanologe und Übersetzer
- Jeffrey Z. Rubin (1941–1995), US-amerikanischer Friedens- und Verhandlungsforscher
- Jennifer Rubin (Schauspielerin) (* 1962), US-amerikanische Schauspielerin und Model
- Jennifer Rubin (Journalistin) (* 1962), US-amerikanische Journalistin und Bloggerin
- Jerry Rubin (1938–1994), US-amerikanischer Aktivist
- Joel Rubin (* 1955), US-amerikanischer Klarinettist und Klezmermusiker
- Judith Aron Rubin (* 1936), US-amerikanische Kunsttherapeutin und Psychoanalytikerin

### K
- Karl Rubin (* 1956), US-amerikanischer Mathematiker

### L
- Lenny Rubin (* 1996), Schweizer Handballspieler
- Lillian B. Rubin (1924–2014), US-amerikanische Soziologin, Psychotherapeutin und Sachbuchautorin
- Lore Reich Rubin (1928–2024), US-amerikanische Psychoanalytikerin
- Lothar Rubin, deutscher Fußballspieler
- Louis D. Rubin, Jr. (1923–2013), US-amerikanischer Schriftsteller und Verleger

### M
- Mann Rubin (1927–2013), US-amerikanischer Drehbuchautor
- Marcel Rubin (1905–1995), österreichischer Komponist, Pianist, Dirigent und Musikkritiker
- Martin Rubin (* 1964), Schweizer Handballspieler und -trainer
- Matteo Rubin (Motorsportler) (* 1973), italienischer Endurosportler
- Matteo Rubin (Fußballspieler) (* 1987), italienischer Fußballspieler
- Max Rubin, US-amerikanischer Spielexperte
- Merle Rubin (1949–2006), US-amerikanische Literaturkritikerin und Wissenschaftsjournalistin
- Michael Rubin (* 1971), US-amerikanischer Historiker, Autor und Militärberater
- Monika Rubin (* 1987), dänische Politikerin

### N
- Nelly Mira-Rubin (* 1991), israelische Schauspielerin und Model
- Niklas Rubin (* 1995), schwedischer Eishockeytorwart
- Noah Rubin (* 1996), US-amerikanischer Tennisspieler

### P
- Paul Rubin (1942–2024), US-amerikanischer Ökonom
- Peter Rubin (Peter Kohlhuber; * 1942), deutscher Sänger, Moderator und Gitarrist

### R
- Reuven Rubin (1893–1974), israelischer Maler und Botschafter
- Rick Rubin (Frederick Jay Rubin; * 1963), US-amerikanischer Musikproduzent
- Robert Rubin (* 1938), US-amerikanischer Geschäftsmann und Politiker
- Ron Rubin (1933–2020), britischer Jazzmusiker
- Rubio Rubin (* 1996), US-amerikanischer Fußballspieler

### S
- Salomon Rubin (1823–1910), jüdischer Gelehrter und Aufklärer, Schriftsteller und Übersetzer
- Sam Rubin (1960–2024), US-amerikanischer Journalist und Fernsehmoderator
- Saul Rubin (* 1958), US-amerikanischer Jazzmusiker
- Selma Rubin (1915–2012), US-amerikanische Umweltschützerin und Aktivistin
- Sławomir Rubin (1946–2010), polnischer Radrennfahrer
- Stan Rubin (* 1933), US-amerikanischer Jazzmusiker
- Stanley Rubin (1917–2014), US-amerikanischer Filmproduzent
- Stephen Rubin (* 1937), britischer Unternehmer
- Szilárd Rubin (1927–2010), ungarischer Schriftsteller

### T
- Tibor Rubin (1929–2015), US-amerikanischer Koreakriegsveteran und Holocaustüberlebender

### U
- Uri Rubin (1944–2021), israelischer Islamwissenschaftler

### V
- Valerie Rubin (* vor 1990), US-amerikanische Violinistin
- Vanessa Rubin (* 1957), US-amerikanische Jazzmusikerin
- Vera Rubin (1928–2016), US-amerikanische Astronomin

### W
- William Rubin (1927–2006), US-amerikanischer Kunsthistoriker
- Władysław Rubin (1917–1990), polnischer Kurienkardinal